# Trichopleon ramosum
Trichopleon ramosum là một loài chân đều trong họ Janiroidea incertae sedis. Loài này được Beddard miêu tả khoa học năm 1886.